# Gaia Bolognesi
Gaia Venusta Bolognesi (Roma, 4 marzo 1980) è una doppiatrice italiana.

## Biografia
È figlia del doppiatore Rino Bolognesi (1932-2020) e sorella minore del doppiatore Marco Bolognesi (1968-1997).
Tra i personaggi doppiati: Rei Hino/Sailor Mars in Sailor Moon Crystal, Rin Natsuki/Cure Rouge in Yes! Pretty Cure 5 e il suo seguito Yes! Pretty Cure 5 GoGo!, Levy McGarden in Fairy Tail, Takato Matsuki in Digimon Tamers, Mirta in Winx Club, Victoria in Spike Team, Armin Arlert in L'attacco dei giganti e molti altri.
È la voce di Rebecca Ferguson in Mission: Impossible - Rogue Nation e Mission: Impossible - Fallout, di Marie Avgeropoulos in The 100 e di Lily James in Downton Abbey
Dalla ventitreesima stagione de I Simpson presta la voce a Bart Simpson, in sostituzione di Ilaria Stagni.
Nel ventitreesimo episodio della decima stagione di The Big Bang Theory ha doppiato Kaley Cuoco (Penny) in sostituzione di Eleonora Reti.

## Doppiaggio

### Film
- Rebecca Ferguson in Mission: Impossible - Rogue Nation, Florence, Life - Non oltrepassare il limite, L'uomo di neve, Mission: Impossible - Fallout, Doctor Sleep, Frammenti dal passato - Reminiscence, Dune, Mission: Impossible - Dead Reckoning, Dune - Parte due
- Brianna Hildebrand in Deadpool, Deadpool 2, Deadpool & Wolverine
- Hannah John-Kamen in Ready Player One, Ant-Man and the Wasp, Thunderbolts*
- Rachel McAdams in Doctor Strange, Doctor Strange nel Multiverso della Follia
- Daniella Pineda in Jurassic World - Il regno distrutto, Jurassic World - Il dominio
- Sofia Boutella in La mummia, Argylle - La super spia
- Laura Haddock in Transformers - L'ultimo cavaliere
- Vanessa Kirby in Il mondo che verrà
- Lily James in La nave sepolta, The Warrior: The Iron Claw
- Jessica Chastain in Miss Julie
- Melissa Roxburgh in Mindcage - Mente criminale
- Emmy Raver-Lampman in Blacklight
- Àstrid Bergès-Frisbey in King Arthur - Il potere della spada
- Golshifteh Farahani in Pirati dei Caraibi - La vendetta di Salazar
- Lili Reinhart in Galveston
- Mackenzie Davis in Non ti presento i miei
- Lauren London in Una notte con Beth Cooper
- Bonnie Morgan in L'altra faccia del diavolo
- Lauren Swickard in Un Natale in California e Natale in California: Luci della città
- Vladica Kostic in Dancer in the Dark
- Hampus Nyström in Il ritorno di Buffalo Bill
- Selena Gomez in  Spring Breakers - Una vacanza da sballo
- Kat Dennings in Renee - La mia storia
- Marie Avgeropoulos in Dead Rising: Endgame
- Lucy-Jane Quinlan in Jack In The Box
- Gretchen Lodge in Lovely Molly
- Ilfensh Hadera in Baywatch
- Sofiia Manousha in Beautiful Minds
- Vimala Pons in Elle
- Aimee Carrero in The Menu
- Skyler Samuels in Shark 2 - L'abisso
- Kim Shin-rock in Guerra e rivolta
- Nika King in 65 - Fuga dalla Terra
- Putri Marino in Kabut Berduri - La nebbia sul confine
- Özge Gürel in Annem
- Nina Meurisse in La storia di Souleymane
- Hana Pitrashata Malasan in The Shadow Strays
- Ashley Greene in Una sola possibilità
- Fola Evans-Akingbola in Back in Action
- Jennifer Landon in Brothers

### Film d'animazione
- B-Dawg in Supercuccioli sulla neve[1], Supercuccioli nello spazio[2], Supercuccioli a Natale - Alla ricerca di Zampa Natale[3], Supercuccioli - Un'avventura da paura![4], Supercuccioli a caccia di tesori[5]
- Bart Simpson in The Good, The Bart and The Loki, I Simpson in Plusaversary, Welcome to the Club
- Vanellope von Schweetz in Ralph Spaccatutto, Ralph spacca Internet
- Rin Natsuki/Cure Rouge in Yes! Pretty Cure 5 - Le Pretty Cure nel Regno degli Specchi, Yes! Pretty Cure 5 GoGo! - Buon compleanno carissima Nozomi
- Nellie in Nel regno delle fate
- Saba in Cyborg 009 - La leggenda della supergalassia
- Haruka Urashima in Love Hina Christmas Special
- Li FangIeng in Card Captor Sakura - The Movie
- Alisa Boskonovitch in Tekken: Blood Vengeance
- Diana Prince/Wonder Woman in Justice League: Fuga da Gotham City
- Natalie Certain in Cars 3
- Son Ji-young in Lost in Starlight
- Memetchi in Tamagotchi - The Movie: Persi nello spazio!
- Kilina in Mavka e la foresta incantata
- Zoe in Back to the Outback - Ritorno alla natura
- Orika in Tu sei al di là
- ambasciatrice Questa in Elio

### Cortometraggi
- Robin Rees in Primo amore

### Film TV e miniserie televisive
- Benjamin Flores Jr. in Una pazza crociera
- Lily James in Guerra e pace
- Maeve Dermody in Dieci piccoli indiani
- Stanislao Capissi in Rita da Cascia
- Andrea Lewis in Cadet Kelly - Una ribelle in uniforme
- Kate Mara in A Teacher: Una storia sbagliata
- Lee El in Dr. Brain
- Gaby Hoffmann in Eric
- Katharina Schüttler in Das Signal - Segreti dallo spazio
- Moon Jeong-Hee in The 8 Show
- Ellie Taylor in Knuckles
- Camilla Rutherford in Attacco al potere - Paris Has Fallen

### Serie televisive, soap opera e telenovelas
- Özge Gürel in Cherry Season - La stagione del cuore, Bitter Sweet - Ingredienti d'amore, Mr. Wrong - Lezioni d'amore, Dreams and Realities - La forza dei sogni
- Simone Missick in Luke Cage, The Defenders, Iron Fist, Altered Carbon
- Briga Heelan in Love, Grandi notizie
- Rebecca Ferguson in Silo
- Hayden Panettiere in Nashville
- Beste Kökdemir in Everywhere I go - Coincidenze d'amore
- Jaina Lee Ortiz in Station 19
- Emily Meade in The Leftovers - Svaniti nel nulla
- Simona Brown in Dietro i suoi occhi
- Grace Gummer in Extant
- Marie Avgeropoulos in The 100
- Jameela Jamil in The Good Place
- Ethan Dampf in American Dreams
- Griffin Frazen in I Finnerty
- Bex Taylor-Klaus in Scream (2ª voce)
- Stéfanie Buxton in Patatine fritte
- Gugu Mbatha-Raw in Bonekickers - I segreti del tempo
- Lily James in Downton Abbey
- Bryon Bully in Super Rupert
- Sandra Blázquez in Fisica o chimica
- Kelen Coleman in Men at work
- Natasha O'Keeffe in Misfits
- Gizem Emre in Squadra Speciale Cobra 11
- Carrie Wampler in Austin & Ally
- Michael Seater in The Zack Files
- Floriana Lima in Supergirl
- Kaley Cuoco in The Big Bang Theory (episodio 10x23)
- Medalion Rahimi in  NCIS: Los Angeles
- Gina Carano in The Mandalorian
- Nichole Bloom in Superstore
- Benjamin Flores Jr. in I fantasmi di casa Hathaway
- Christine Eixenberger in Marie Is on Fire[6]
- Melissa Roxburgh in Manifest
- Abbi Jacobson in Ragazze vincenti - La serie
- Lee Sang-hee in La giudice
- Jennifer Aquino in Se un albero cade in una foresta
- Silma López in Valeria
- Bárbara Bustamante Pfeiffer e Dalma Maradona in El refugio
- Valeria Baroni in Violetta
- Daniela Trujillo in Bia
- Vanesa Gabriela Leiro in Il mondo di Patty
- Paula Sartor in Niní
- Jéssica Sanjuán in Niñas mal
- Greeicy Rendón in Chica vampiro
- Lua Blanco in Rebelde
- Alejandra Müller in Love Divina
- Maya Eshet in All Rise
- Jennifer Landon in Yellowstone

### Cartoni animati e Anime
- Rin Natsuki/Cure Rouge in Yes! Pretty Cure 5, Yes! Pretty Cure 5 GoGo!
- Kenzō Hyōdō in Battle Spirits - Dan il Guerriero Rosso, Battle Spirits - Brave
- Bart Simpson in I Simpson (2ª voce, st. 23+), i Griffin (2ª voce, ep. 13.1)
- Rebecca Rosselini in Lupin III - L'avventura italiana, Lupin III - Ritorno alle origini
- Wonder Woman in DC Super Hero Girls, Justice League Action
- Figlio in Calamity Jane, leggenda del west
- Arnold in Hey, Arnold!
- Agnes Joubert in Tiger & Bunny
- Caillou in Caillou
- Joe in Amico Fetch
- Mary in I gemelli Cramp
- Takato Matsuki in Digimon Tamers
- Katsuharu in Digimon Frontier
- Hidemi Ohta in Great Teacher Onizuka
- George in George Shrinks
- Bill in Boule e Bill (3ª ediz.)
- Sammie in Macross (la serie)
- Mirta, Miele (adolescente) e Faragonda da giovane (ep. 7×02-7×03; 7×24) in Winx Club
- Nathalie in Viale dello zoo 64
- Sukichi in Inuyasha (2ª serie)
- Linda in L'invincibile Dendoh
- Andy Alman in God, the Devil and Bob
- Ka-Chung in Gli imbattibili Save-Ums!
- Bee Bee in McDonald Farm
- Pietro in Popolocrois
- Toc Toc in Fantasmi detectives
- Fernando Gonzales in Nadja
- Tip in Tom
- Kid Paddle in Kid Paddle
- Edward in Fantasmini (2ª ediz.)
- Kaolla Su in Love Hina
- Tohru in Devichil
- Ray Ray in Juniper Lee
- Maggie Pesky in Maggie
- Guizzo in Miss Spider
- Harry (2ª voce) in Harry e i dinosauri nel magico secchiello blu
- Theo in La stravagante famiglia Odd
- Todd in Wayside
- Carla in La crescita di Creepie
- Junior in Piccoli canguri
- Elè in Dibo dei desideri
- Don in Il treno dei dinosauri
- Victoria Silvestri in Spike Team
- Piff in PopPixie
- Roxy Wendell in Crash Canyon
- Fish in Fish'n'Chips
- Agente Brains/Braianna Robeaux (1ª stagione) in Lucky Fred
- Nicolas in Il piccolo Nicolas
- Fiamma in Sofia la principessa
- Matt, Annetta (1ª voce), Maria e Giovanna (1ª voce) in Floopaloo
- Takeru Amao in Live-On: scegli la tua carta!
- Levy McGarden (1^voce), Natsu Dragonil da bambino in Fairy Tail
- Doki in Doki
- Charlie Brown in Peanuts
- Jody in Topo Tip
- Peter Coniglio in Peter Coniglio[7]
- Jamie (3ª voce) in Lo straordinario mondo di Gumball
- Dete e Thomas in Heidi (serie del 2015)
- Armin Arlert in L'attacco dei giganti (1ª-4ª stagione parte 1)
- Laurie in A tutto reality presenta: Missione Cosmo Ridicola
- Orsetto in Riccioli d'Oro e Orsetto[8]
- Hip Crood ne I Croods - Le origini
- Gert Buckwald in Bordertown
- Max in Pumpkin Reports - Squadra anti-alieni
- Silke in World of Winx
- Shizune (dall'ep.287) in Naruto Shippuden
- Aviva in Wild Kratts
- Love in Kuu Kuu Harajuku
- Truman in Magiki
- Savannah in La legge di Milo Murphy
- Rei Hino/Sailor Mars in Pretty Guardian Sailor Moon Crystal
- Aurora in Voltron: Legendary Defender
- Hajime Hinobori in Battle Spirits - Heroes
- Tip e Tap in Topolino
- Akiko in Dez dei desideri
- Luce in Star Key
- Ondine in Miraculous - Le storie di Ladybug e Chat Noir
- Richard Coniglio e Freddy Volpe in Peppa Pig
- Barbie in Barbie Dreamtopia
- Roxie in Jurassic World - Nuove avventure
- Bex in Duncanville
- Beckett Mariner in Star Trek: Lower Decks
- Christine Palmer in What If...?
- F in Star Wars: Visions[9]
- Beth in Love, Death & Robots
- Madhu in Ella tra le stelle[10]
- Kara Voss in Secret Level

### Videogiochi
- Maya in Borderlands 3 - Psycho Krieg e il fantastico sconquasso
- Natalie Certain in Cars 3 - In gara per la vittoria[11]
- Spiritista (femmina) in Diablo IV[12]
- Gina Lombardi in Indiana Jones e l'antico cerchio[13]

### Televisione
- Speaker del documentario Saharawi - I bambini del deserto (Rai)

### Radio
- È stata la voce ufficiale di m2o Radio dal 2002/2019.

### Musica
- Gaia Bolognesi ha cantato le sigle italiane dei cartoni animati "Via dello Zoo 64" (RaiSat Ragazzi e Rai 3), "McDonald Farm" (RaiSat Ragazzi), "Felix" (Rai), "George Shrinks" (Rai), "Le favole di Baryshnikov" (RaiSat Ragazzi)